# Xian de Longde
Le xian de Longde (隆德县 ; pinyin : Lóngdé Xiàn) est un district administratif de la région autonome du Ningxia en Chine. Il est placé sous la juridiction de la ville-préfecture de Guyuan.

## Démographie
La population du district était de 216 658 habitants en 1999.